# 1798 w literaturze
Wydarzenia literackie w 1798 roku.

## Nowe książki

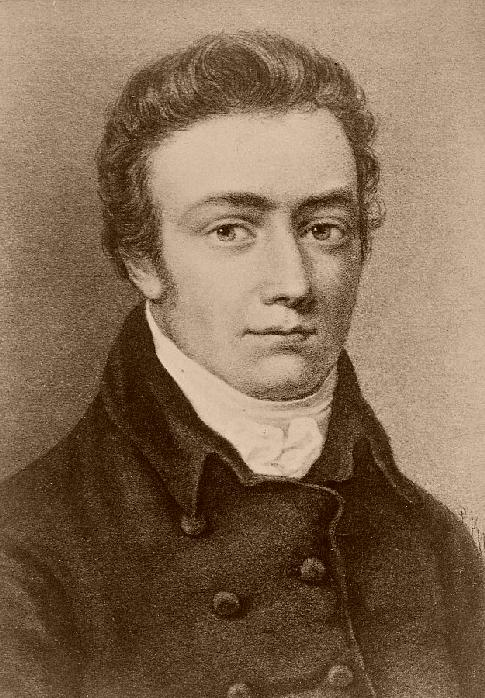
Samuel Taylor Coleridge

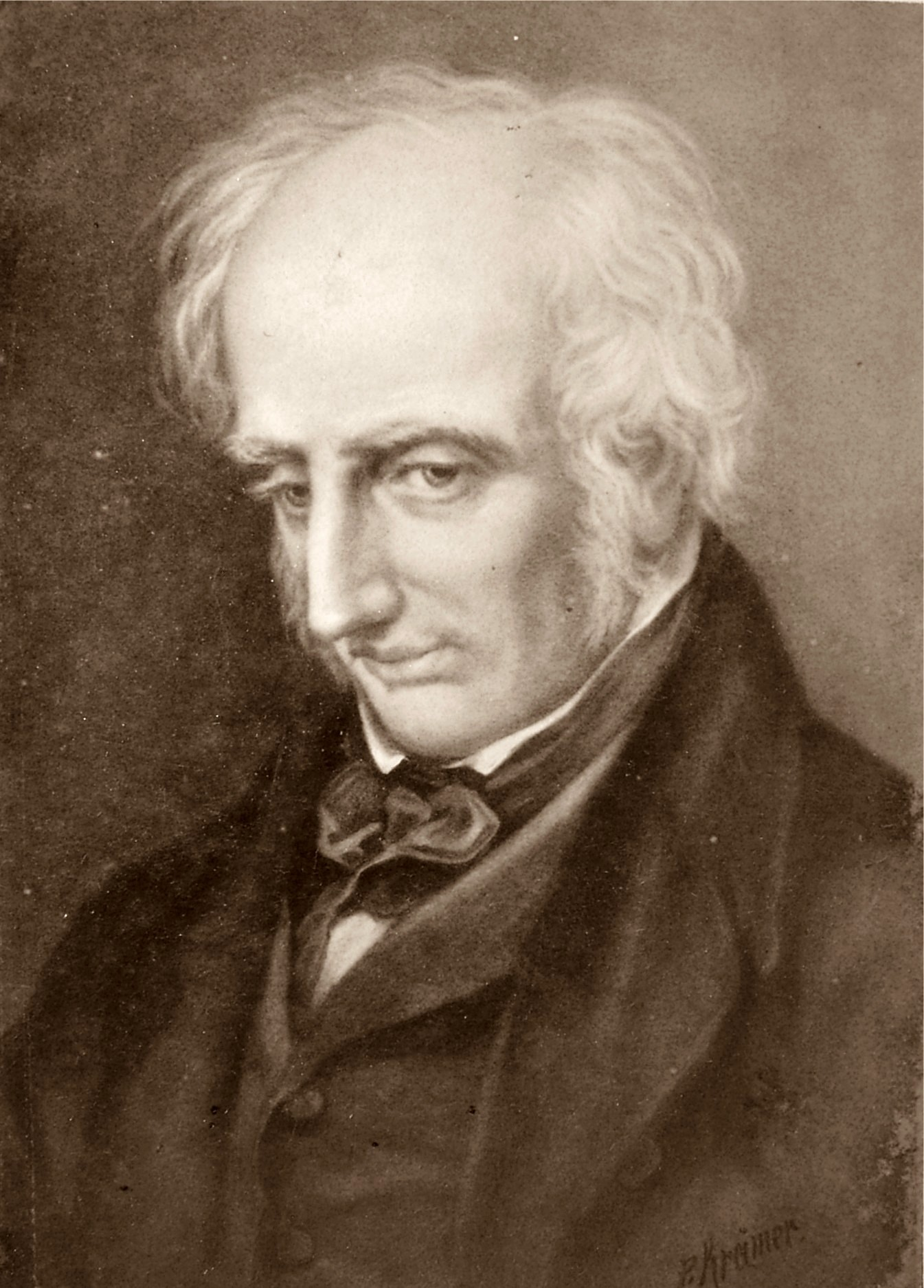
William Wordsworth

- Samuel Taylor Coleridge i William Wordsworth - Ballady liryczne

## Urodzili się
- 24 stycznia – Karl Eduard von Holtei, niemiecki pisarz i poeta (zm. 1880)